# Heraclides astyalus
Heraclides astyalus (denominada popularmente, em inglês, de Broad-banded Swallowtail ou Astyalus Swallowtail) é uma borboleta neotropical da família Papilionidae e subfamília Papilioninae, encontrada do sul dos Estados Unidos (no Texas) e do México até a Argentina (com exceção do Chile), sendo rara sua ocorrência no Nordeste do Brasil (entre Alagoas e Maranhão). Foi classificada por Jean Baptiste Godart, com a denominação de Papilio astyalus, em 1819. Suas lagartas se alimentam de diversas espécies e gêneros de plantas da família Rutaceae (incluindo o gênero Citrus).

## Descrição
Esta espécie possui asas com envergadura máxima de 8 a 10 centímetros e com grande dimorfismo sexual, com a fêmea castanho enegrecida e dotada de manchas em vermelho, laranja, amarelo e azul na superfície da asa posterior. O macho possui, visto por cima, tom geral amarelado, similar ao de Heraclides androgeus. Ocelos de margem superior vermelha podem ser vistos na região interna das asas posteriores, próximos ao abdome do inseto. Ambos os sexos possuem um par de caudas, em forma de espátulas, na metade inferior das asas posteriores. O lado de baixo, no macho, difere por ser predominantemente em amarelo mais pálido, com uma cadeia de manchas em forma de lúnulas alaranjadas e azuladas próximas à metade central das asas posteriores.

## Hábitos
As borboletas são avistadas visitando flores, das quais se alimentam do néctar. Embora habitem floresta primária, elas podem ser tipicamente encontradas em ambientes antrópicos, como em áreas deciduais, pastos e florestas secundárias, ou em pomares de cidades até 1.200 metros de altitude. Os machos são vistos em praias de rios ou em faixas úmidas do solo, onde possam sugar substâncias minerais. Às vezes eles são vistos individualmente, mas é mais frequente avistá-los em um pequeno grupo com outras espécies de borboletas.

## Planta-alimento, lagarta e crisálida
Heraclides astyalus se alimenta de diversas espécies e gêneros de plantas da família Rutaceae, em sua fase larval: Citrus aurantium, Citrus limon, Citrus reticulata, Citrus sinensis (gênero Citrus), Balfourodendron riedelianum (gênero Balfourodendron), Ruta graveolens (gênero Ruta), Zanthoxylum fagara e Zanthoxylum rhoifolium (gênero Zanthoxylum). Suas lagartas são pardo-azeitonadas, com manchas mais claras, assemelhando-se a excrementos de pássaros e colocando para fora um órgão amarelado com odor desagradável, em forma de "Y", na região frontal, quando incomodadas. A crisálida é castanha, com sua camuflagem imitando um galho seco. Ela fica suspensa para cima, por um par de fios.

## Subespécies
H. astyalus possui seis subespécies:
- Heraclides astyalus astyalus - Descrita por Godart em 1819. Nativa do Sudeste e Sul do Brasil, Paraguai e Argentina.[4][10]
- Heraclides astyalus pallas - Descrita por Gray em 1853. Nativa dos Estados Unidos (no Texas), México e Costa Rica.
- Heraclides astyalus hippomedon - Descrita por C. & R. Felder em 1859. Nativa da Colômbia e Venezuela.[9]
- Heraclides astyalus phanias - Descrita por Rothschild & Jordan em 1906. Nativa do Equador, Brasil (Goiás), Peru e Bolívia.[4][13][14]
- Heraclides astyalus bajaensis - Descrita por Brown & Faulkner em 1992. Nativa do México (Baja California}.
- Heraclides astyalus anchicayaensis - Descrita por Constantino, Le Crom & Salazar em 2002. Nativa da Colômbia.